# Toupie de Hanoucca

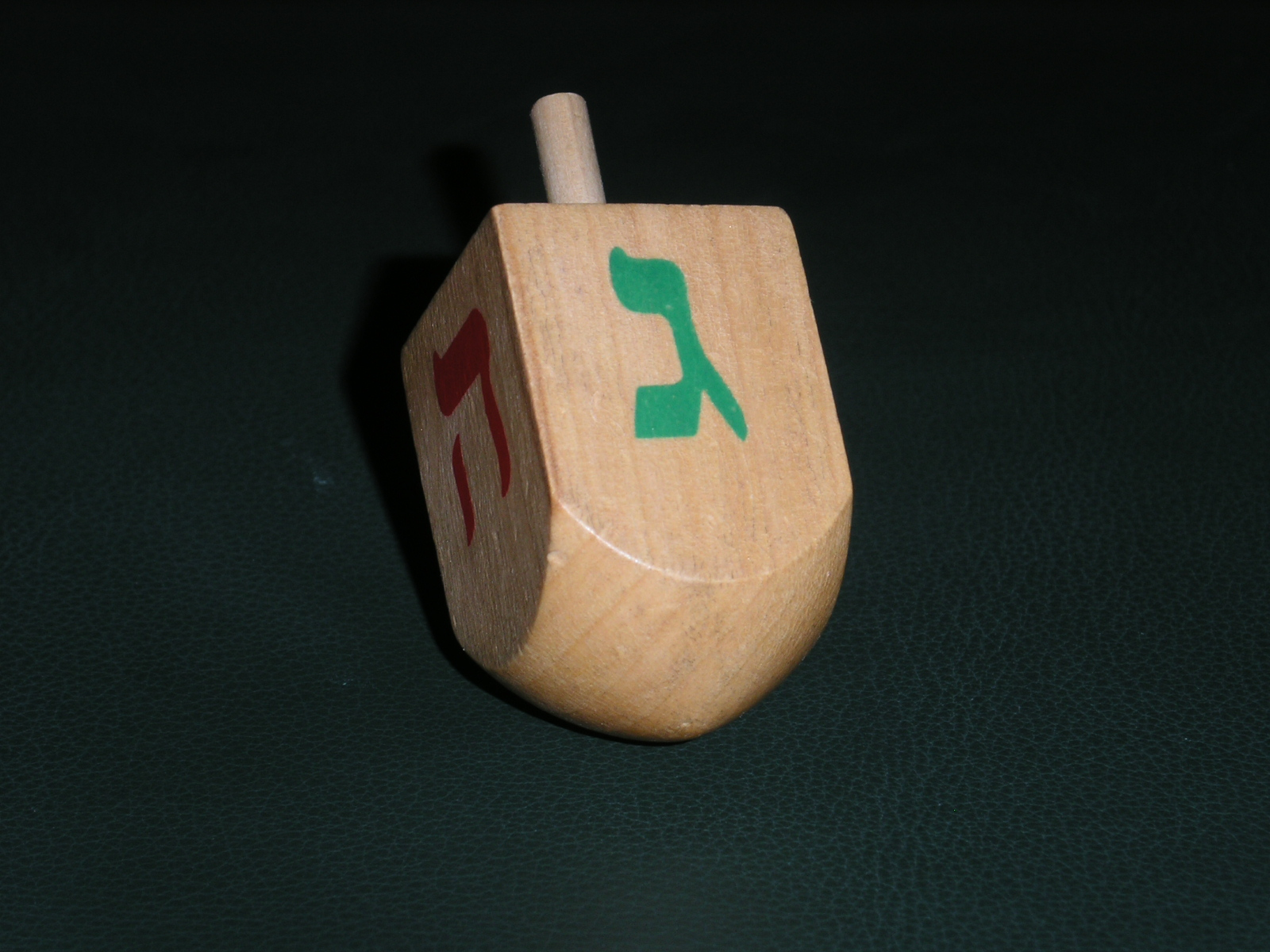
Un sevivon.

La toupie de Hanoucca (yiddish : דריידל draydel, hébreu : סביבון sevivon) est une toupie cubique à pointe arrondie dont les faces sont frappées chacune d’une lettre hébraïque, respectivement נ (Noun), ג (Guimmel), ה (Hei) et ש (Shin).
Il s’agit, à l’origine, de la variante juive du toton, un jeu de hasard répandu à travers l’Orient et l’Europe. Particulièrement appréciée et associée à la fête juive de Hanoucca, la toupie apparaît dans nombre de ses chants et devient avec le temps le symbole du miracle qui a eu lieu lors de cette fête selon la tradition juive. Ses quatre lettres, qui n’étaient que la traduction en yiddish des actions possibles, sont réinterprétées comme le notarikon de נס גדול היה שם (Nes Gadol Haya Sham, « un grand miracle a eu lieu là-bas » — en Terre d'Israël). Les toupies destinées à l’emploi en Israël remplacent donc le shin par un פ (Pe), initiale de Po (« ici »).

## Histoire
La toupie de Hanoucca est une variante du totum, un jeu de hasard répandu depuis la haute antiquité romaine, joué avec une toupie à faces plutôt qu’un dé. En Angleterre, ce jeu, appelé teetotum, se pratique dès 1500-1520 dans une version à quatre faces et en 1801, elles ont reçu leur nom définitif de T (Take all, « prends tous [les enjeux] »), H (Half, « moitié »), P (Put down, « pose ») et N (nothing, « rien [ne se passe] ») ; la version allemande de la toupie, appelée torrel ou trundl, porte les faces N (Nichts, « rien »), G (Ganz, « tout »), H (Halb, « moitié ») et S (Stell ein, « dépose »), que les Juifs retranscrivent ה ,ג ,נ et ש respectivement.

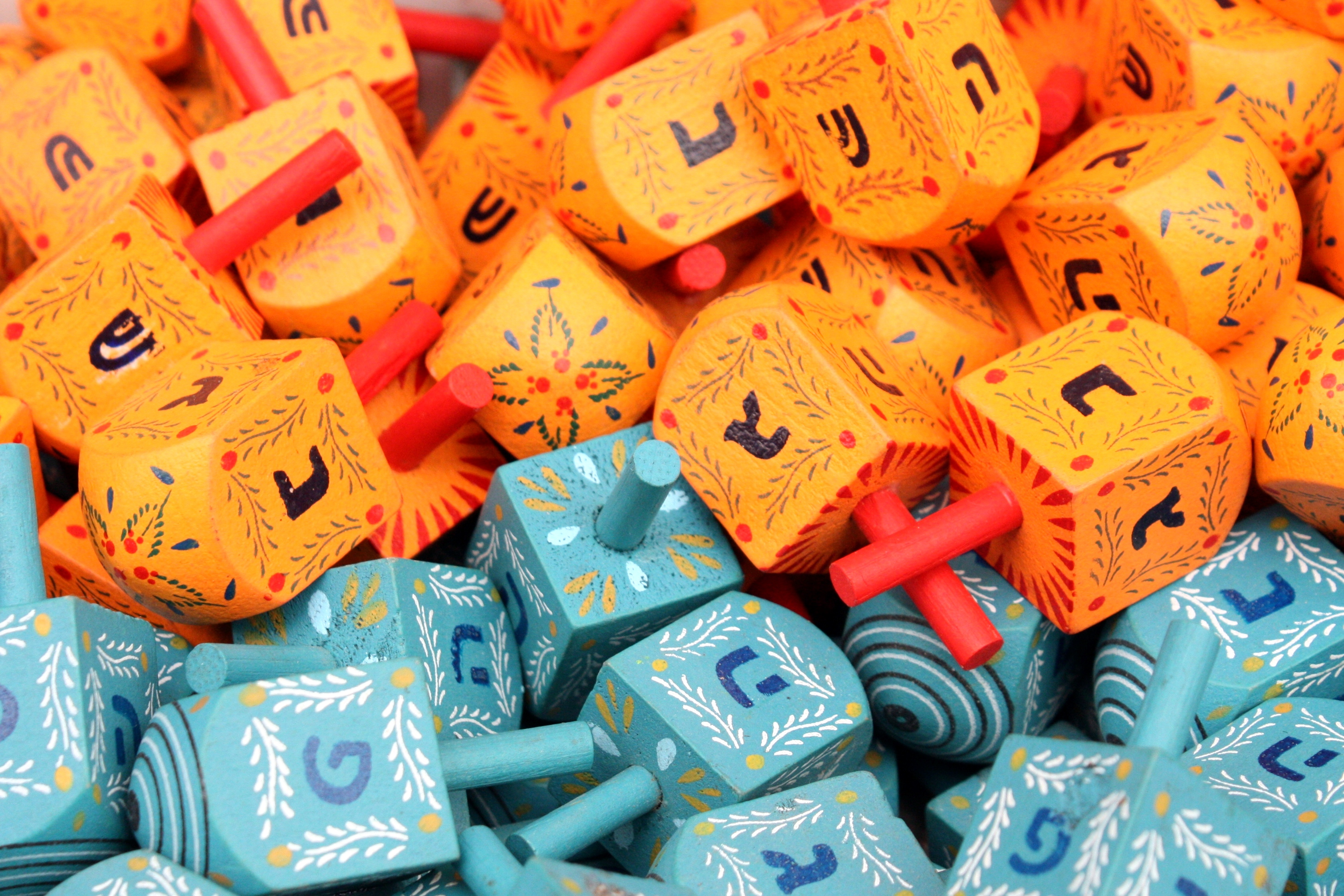
Des toupies de Hanoucca au marché de Mahané Yehuda, à Jérusalem.

La raison et le moment de l’association avec la fête de Hanoucca du jeu de la toupie, appelée en yiddish draydel (de drayn, « tourner »), varfel (de varfn, « jeter » ou « lancer »), shtel ayn (« dépose ») ou gorn (« tout »), ne sont pas connus avec exactitude. Il est possible que les Juifs d’Allemagne aient imité les coutumes de leurs voisins chrétiens lors de leurs fêtes de fin d'année mais il pourrait s’agir au contraire de la réminiscence la plus vivace de la Nittel nacht, une « contre-fête » de la nuit de Noël, au cours de laquelle les Juifs — qui s’abstenaient d’étudier la Torah, en partie par crainte de l’atmosphère qui pouvait facilement dégénérer en pogroms — s’occupaient de façons diverses et variées, en préparant les papiers hygiéniques pour le chabbat ou en s’autorisant des jeux de hasard — jeux de cartes pour les adultes, jeux de toupie pour les enfants,.
Quelle qu’en soit la raison, la toupie devint indissociable de la fête. Bien qu’il s’agisse d’un jeu de hasard et d’argent habituellement réprouvé par les autorités juives (les Juifs de Galicie avaient développé une variante du jeu, lançant, en même temps que leurs toupies, des paris sur la lettre qui apparaîtrait lorsque la toupie tomberait), il était coutumier de voir dans les shtetlach les enfants fabriquer leurs toupies en bois, en plomb ou en argile peu avant la fête, leurs proches leur offraient de la menue monnaie afin de pouvoir miser et les rabbins eux-mêmes passaient outre en ces jours sur leur réserve. Leur indulgence pourrait avoir un rapport avec une légende fréquemment répétée, qui fait remonter la coutume de la toupie au temps des décrets séleucides contre l’étude de la Torah ; les enfants juifs fidèles à leur tradition auraient dissimulé aux sens propre et figuré leur sédition sous ce jeu innocent,,.
Pendant que les enfants jouent à la toupie, les adultes s’adonnent à des devinettes, charades et autres jeux d’esprit : Maqabi (« Le Marteau ») est réinterprété comme l’acronyme d’Exode 15:11 (Mi Kamo’ha Baèlim YHWH « Qui t’égale parmi les forts, Éternel ? », nonobstant la substitution d’un kaf au qof) ou les dernières lettres d’Avraham, Yitzhak, Yaakov. Avec le temps, des significations typiquement juives sont trouvées à ce jouet typiquement européen : les lettres noun, guimel, hei et shin se retrouveraient sous diverses formes dans la Bible, anagramme en Genèse 46:28 (« Quant à Juda, [Jacob] l’envoya devant lui, vers Joseph, afin de lui préparer l’arrivée Goshena (à Goshen) » - Goshena s’épelle guimel-shin-noun-hei) ou acrostiche en Psaumes 74:2 (« Souviens-toi […] de ta tribu, ta propriété, que tu délivras, de ce mont Sion [où tu fixas ta résidence] » — ga’alta shevet na’halatekha, har-Tsion zè shakhanta bo), et leur guématrie donne 358 comme la valeur numérique de la phrase « Dieu règne, Dieu a régné, Dieu règnera à jamais » ou du mot Messie (Mashia’h) ; les lettres de la toupie figureraient les quatre royaumes menaçant l’existence du peuple juif, symbolisés par les quatre bêtes des rêves de Daniel, les différentes composantes de l’être qu’ils avaient voulu détruire, les quatre domaines du monde selon la Kabbale etc.
L’on disserte aussi sur les similitudes et dissimilitudes entre la toupie de Hanoucca et la crécelle de Pourim, la première se tenant par le haut car Dieu a envoyé un miracle évident aux hommes — miracle de la victoire d’un petit groupe d’érudits contre l’une des armées les plus puissantes de la région ou miracle de la fiole d'huile lors de la restauration du Temple — tandis que la seconde se tient par le bas car Dieu a agi « incognito ». Cette association entre la toupie et le(s) miracle(s) de Hanoucca s’exprime également dans la réinterprétation la plus populaire de ces quatre lettres : Nes gadol haya sham (« Un grand miracle eut lieu là-bas »).

## Le jeu de toupie

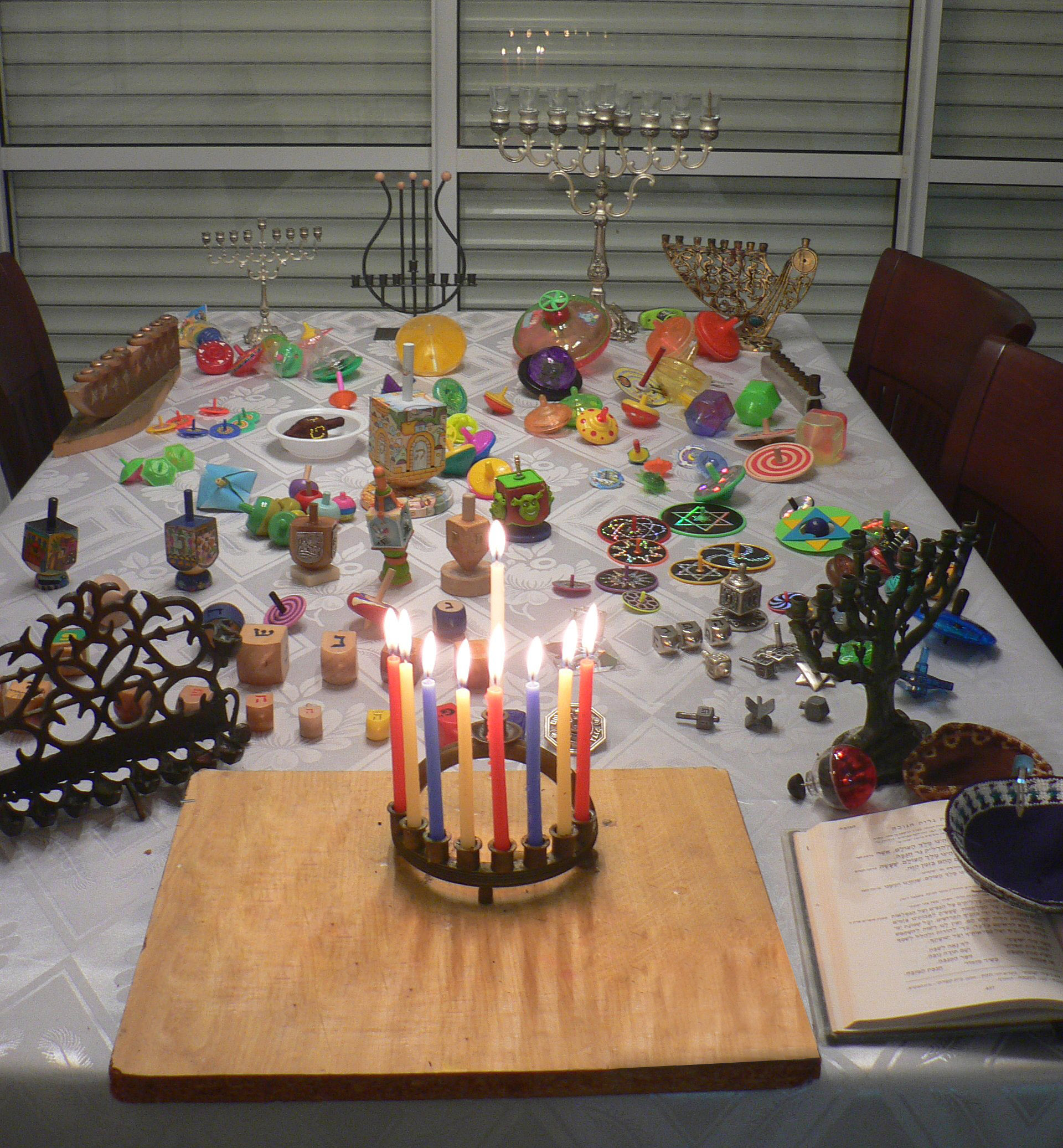
Une collection de sevivons.

La version juive du totum se pratique avec une toupie et deux joueurs au moins. Chacun possède une mise de pièces de jeu ; les traditionnelles piécettes de cuivre distribuées aux enfants à titre de Hanikke gelt ont été, dans la plupart des foyers, remplacées par des pièces en chocolat.
Chacun joue à tour de rôle, mettant une pièce dans la « cagnotte » centrale avant de lancer la toupie (lorsque la cagnotte est vide ou ne comporte qu’une pièce, chaque joueur doit y remettre une pièce). La suite du jeu dépend du résultat du jet de la toupie :
- נ (Noun) - נישט nisht, « rien » ("un tour pour rien"),
- ג (Guimmel) - גאנץ gants, « tout » (le joueur empoche la totalité de la mise et chacun remet une pièce dans la cagnotte),
- ה (Hei) - האלב halb, « moitié » ("prends la moitié de la mise", celle-ci étant, en cas de nombre impair dans la cagnotte, arrondie à l’unité supérieure).
- ש (Shin) - שטעל אין shtel ayn, « dépose » ("dépose une pièce dans la cagnotte") ;

Le jeu se poursuit jusqu’à ce que l’un des participants remporte la totalité de la mise, ce qui se produit statistiquement après O(n2) tours, où "n" est le nombre de pièces avec lequel chaque joueur commence, la constante sous-jacente dépendant du nombre de joueurs.